# علی پریور
علی پریور (۱۲۹۵–۹ مهر ۱۳۹۰ تهران) پزشک و روانشناس ایرانی بود.
او برای نگارش کتاب راز سلامت کودک در سال ۱۳۳۹ برندهٔ جایزه سلطنتی کتاب سال شد.